# 7e étape du Tour d'Italie 2012
La 7e étape du Tour d'Italie 2012 s'est déroulée le samedi 12 mai 2012, entre les villes de Recanati et de Rocca di Cambio sur 205 km.

## Parcours de l'étape
Cette étape part de Recanati, dans la province de Macerata, dans les Marches, et arrive à Rocca di Cambio, dans les Abruzzes. C'est la première arrivée en altitude de ce Giro, avec une ascension finale de deuxième catégorie menant à Rocca di Cambio, à 1 392 mètres d'altitude.
Outre cette côte de deuxième catégorie, le parcours comprend une ascension en troisième catégorie, le Colle Galluccio (km 102). Cette étape est classée parmi les étapes de moyenne montagne. Le sprint intermédiaire est situé à L'Aquila.

## Déroulement de la course
Paolo Tiralongo (Astana) remporte l'étape, en devançant au sprint Michele Scarponi (Lampre-ISD). Fränk Schleck (RadioShack-Nissan) est 3e à 3 secondes. Ryder Hesjedal (Garmin-Barracuda), 5e à 5 secondes, s'empare du maillot rose, 15 secondes devant le vainqueur du jour et 17 devant Joaquim Rodríguez (Katusha), 4e de l'étape dans la roue de Schleck. Roman Kreuziger (Astana) et Ivan Basso (Liquigas-Cannondale) remontent dans le Top 10, devenant respectivement 7e et 8e, à 35 et 40 secondes. Peter Stetina (Garmin-Barracuda), 5e à 26 secondes, endosse le maillot blanc.

## Classement de l'étape
|    | Coureur            | Pays       | Équipe              |    | Temps           |
| -- | ------------------ | ---------- | ------------------- | -- | --------------- |
| 1  | Paolo Tiralongo    | Italie     | Astana              | en | 5 h 51 min 03 s |
| 2  | Michele Scarponi   | Italie     | Lampre-ISD          | +  | 0 s             |
| 3  | Fränk Schleck      | Luxembourg | RadioShack-Nissan   |    | 3 s             |
| 4  | Joaquim Rodríguez  | Espagne    | Katusha             |    | 3 s             |
| 5  | Ryder Hesjedal     | Canada     | Garmin-Barracuda    |    | 5 s             |
| 6  | Domenico Pozzovivo | Italie     | Colnago-CSF Inox    |    | 9 s             |
| 7  | Daniel Moreno      | Espagne    | Katusha             |    | 9 s             |
| 8  | Ivan Basso         | Italie     | Liquigas-Cannondale |    | 9 s             |
| 9  | Mikel Nieve        | Espagne    | Euskaltel-Euskadi   |    | 11 s            |
| 10 | Gianluca Brambilla | Italie     | Colnago-CSF Inox    |    | 11 s            |

## Classement général
|    | Coureur               | Pays       | Équipe                  |    | Temps            |
| -- | --------------------- | ---------- | ----------------------- | -- | ---------------- |
| 1  | Ryder Hesjedal        | Canada     | Garmin-Barracuda        | en | 26 h 16 min 53 s |
| 2  | Paolo Tiralongo       | Italie     | Astana                  | +  | 15 s             |
| 3  | Joaquim Rodríguez     | Espagne    | Katusha                 |    | 17 s             |
| 4  | Christian Vande Velde | États-Unis | Garmin-Barracuda        |    | 21 s             |
| 5  | Peter Stetina         | États-Unis | Garmin-Barracuda        |    | 26 s             |
| 6  | Daniel Moreno         | Espagne    | Katusha                 |    | 26 s             |
| 7  | Roman Kreuziger       | Tchéquie   | Astana                  |    | 35 s             |
| 8  | Ivan Basso            | Italie     | Liquigas-Cannondale     |    | 40 s             |
| 9  | Damiano Caruso        | Italie     | Liquigas-Cannondale     |    | 45 s             |
| 10 | Dario Cataldo         | Italie     | Omega Pharma-Quick Step |    | 46 s             |

## Classements annexes

### Classement par points
|   | Cycliste             | Pays        | Équipe                       | Points |
| - | -------------------- | ----------- | ---------------------------- | ------ |
| 1 | Matthew Goss         | Australie   | Orica-GreenEDGE              | 65     |
| 2 | Mark Cavendish       | Royaume-Uni | Sky                          | 53     |
| 3 | Miguel Ángel Rubiano | Colombie    | Androni Giocattoli-Venezuela | 36     |

### Classement du meilleur grimpeur
|   | Cycliste             | Pays     | Équipe                       | Points |
| - | -------------------- | -------- | ---------------------------- | ------ |
| 1 | Miguel Ángel Rubiano | Colombie | Androni Giocattoli-Venezuela | 24     |
| 2 | Michał Gołaś         | Pologne  | Omega Pharma-Quick Step      | 16     |
| 3 | Paolo Tiralongo      | Italie   | Astana                       | 9      |

### Classement du meilleur jeune
|   | Cycliste       | Pays       | Équipe              |    | Temps            |
| - | -------------- | ---------- | ------------------- | -- | ---------------- |
| 1 | Peter Stetina  | États-Unis | Garmin-Barracuda    | en | 26 h 17 min 19 s |
| 2 | Damiano Caruso | Italie     | Liquigas-Cannondale | +  | 19 s             |
| 3 | Rigoberto Urán | Colombie   | Sky                 |    | 27 s             |

### Classement par équipes

#### Classement au temps
|   | Équipe              | Pays       |    | Temps            |
| - | ------------------- | ---------- | -- | ---------------- |
| 1 | Garmin-Barracuda    | États-Unis | en | 77 h 36 min 14 s |
| 2 | Astana              | Kazakhstan | +  | 39 s             |
| 3 | Liquigas-Cannondale | Italie     |    | 1 min 09 s       |

#### Classement aux points
|   | Équipe            | Pays       | Temps |
| - | ----------------- | ---------- | ----- |
| 1 | Garmin-Barracuda  | États-Unis | 174   |
| 2 | Orica-GreenEDGE   | Australie  | 133   |
| 3 | RadioShack-Nissan | Luxembourg | 111   |

## Abandon
- Gianni Meersman (Lotto-Belisol) : abandon